# Domangart mac Fergusa
Domangart mac Fergusa o Domangart Réti va ser rei de Dál Riata a principis del segle VI, després de la mort del seu pare, Fergus Mòr Mac Earca.
Com a mínim, va tenir dos fills que van pujar al tron del regne: Comgall i Gabrán, A la Vita tripartita Sancti Patricii (o Vida tripartida de Sant Patrici), d'autor anònim, s'estableix que el rei Domangart va ser present a la mort de Patrici d'Irlanda, cap al 493. Finalment, va morir al voltant del 507 i el va succeir Comgall mac Domangairt. El seu sobrenom Réti apareix a la Vita Columbae (o Vida de Sant Columba), d'Adomnán, amb la forma Corcu Réti, probablement un sinònim de Dál Riata.
Corcu, un mot de l'irlandès primitiu per a un grup de parentesc que normalment es combinava amb el nom d'un ancestre diví o mític, aparentment, és similar al mot Dál. D'altra banda, però, més que no pas representar un nom alternatiu per tot el conjunt Dál Riata, es creu que Corcu Réti era el nom que es donava al grup de parentesc que més tard es va dividir en les formes Cenél nGabráin de Kintyre i Cenél Comgaill de Cowal, excloent-hi, així, el Cenél nÓengusa d'Islay i el Cenél Loairn del centre i nord d'Argyll.